# 上海公交25路
25路是上海市内曾经的一条无轨电车线路，1958年11月1日开通运营。该线路曾位列上海某网站评选的2010年上海市公交线路最拥挤公交线路排行榜第三名，亦曾被评为2018年一星级“上海公交品牌线路”。2022年8月15日，25路公交的辫子车退出历史舞台。

## 路线基本资料

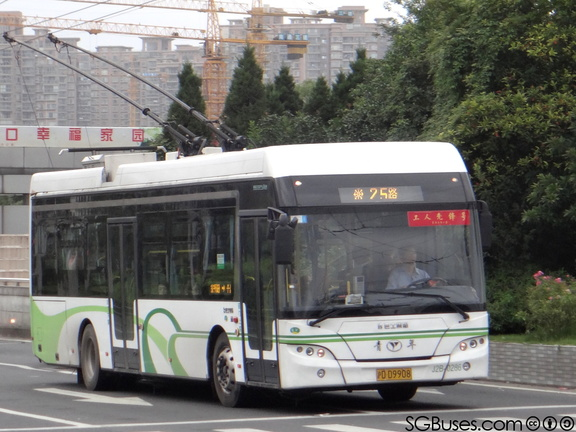
仍使用无轨电车的25路

### 线路走向
- 上行：自平凉路起经大连路、唐山路、东汉阳路、梧州路、周家嘴路、鸭绿江桥、海宁路、河南北路、塘沽路、山西北路、天潼路、崇明支路至南崇明路。
- 下行：自南崇明路起经四川北路、天潼路、河南北路、海宁路、鸭绿江桥、周家嘴路、梧州路、东汉阳路、唐山路、大连路、平凉路、军工路、长阳路口调头、军工路至平凉路。

### 服务时间
- 平凉路军工路：05:00-23:00
- 南崇明路：05:00-23:00

### 收费
全程单价RMB¥2，无人售票，线路实行公交换乘优惠。

### 区间车
25路客流名列巴士电车公司各线路之首，为加快车辆周转，疏散地铁换乘客流，调度常临时设置区间车运行。乘客乘车前需注意放置于前挡风玻璃处的区间标识。
- 大连路调头：平凉路军工路 - 平凉路大连路
- 公平路调头：平凉路军工路 - 唐山路公平路

### 停站
- 上行：平凉路军工路、平凉路定海路、平凉路贵阳路、平凉路隆昌路、平凉路宁武路、平凉路临青路、平凉路宁国路、平凉路眉州路、平凉路兰州路、平凉路怀德路、平凉路通北路、平凉路大连路、大连路长阳路、唐山路大连路、唐山路安国路、唐山路公平路、唐山路高阳路、唐山路新建路、梧州路东余杭路、海宁路吴淞路、海宁路四川北路、河南北路海宁路、山西北路七浦路、天潼路河南北路、南崇明路
- 下行：南崇明路、河南北路海宁路、海宁路四川北路、海宁路吴淞路、东汉阳路梧州路、唐山路新建路、唐山路公平路、唐山路安国路、唐山路大连路、大连路长阳路、平凉路大连路、平凉路通北路、平凉路怀德路、平凉路兰州路、平凉路眉州路、平凉路宁国路、平凉路临青路、平凉路宁武路、平凉路隆昌路、平凉路贵阳路、平凉路定海路、平凉路军工路